# Croce della collegiata di Borghorst

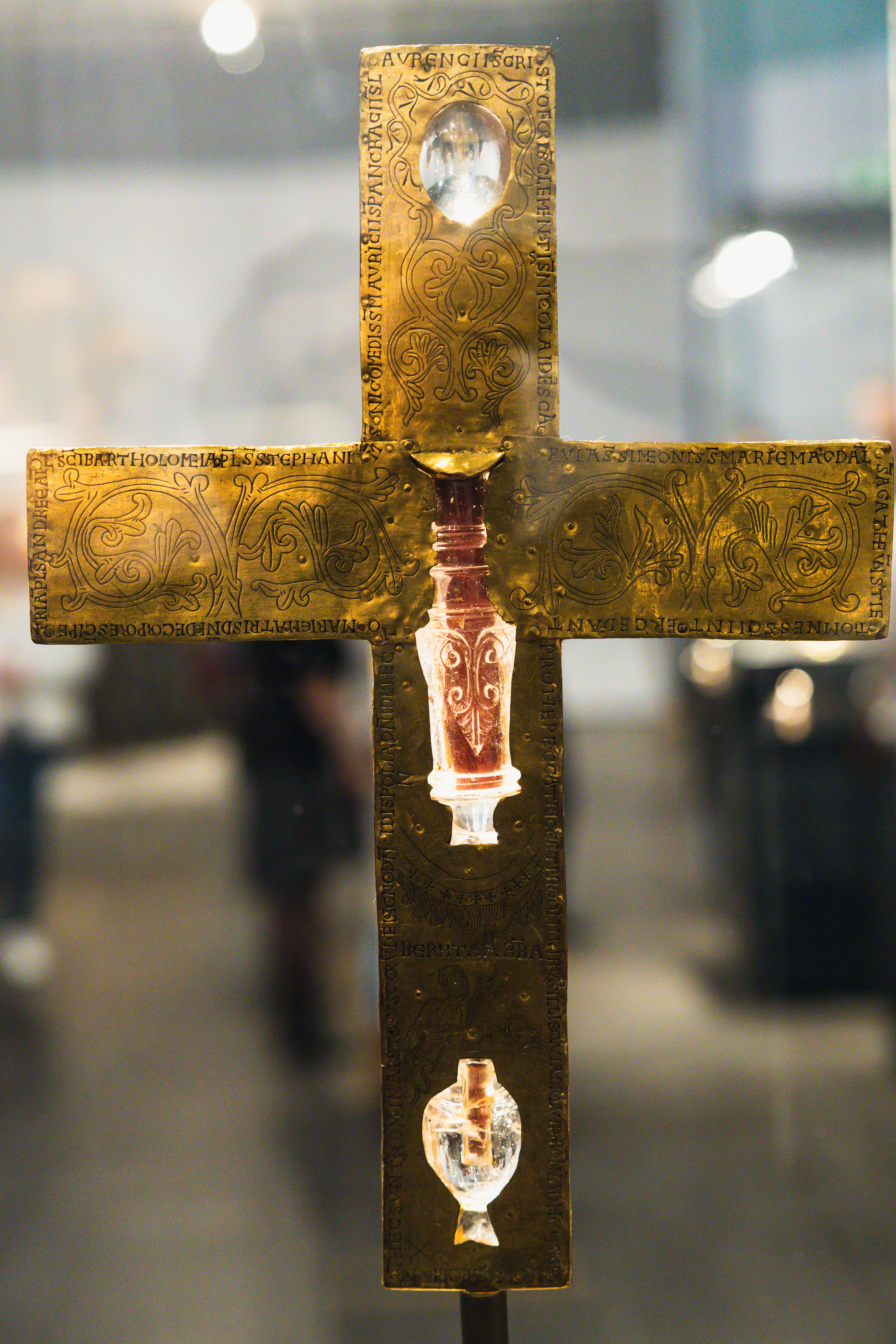
Il retro della croce (2023)

La Croce della collegiata di Borghorst (in tedesco Borghorster Stiftskreuz) è una croce reliquiario dorata dell'XI secolo, in origine parte del tesoro ecclesiastico della chiesa collegiata di Borghorst e oggi esposta nella chiesa di San Nicomede a Steinfurt, cittadina della Renania Settentrionale-Vestfalia. È considerata una delle più importanti opere di oreficeria ottoniana conservate in Vestfalia.

## Storia

### Dalle origini al furto
La croce fu realizzata a Essen, probabilmente nell'atelier orafo della badessa Teofano, come è stato dimostrato dall'analisi del polline trovato nella cera d'api tra l'anima di legno e le lamine d'oro. Anche la raffigurazione dei santi Cosma e Damiano, sulla parte anteriore della croce, rimanda a Essen in quanto patroni dell'abbazia.
La croce era uno dei beni più preziosi della chiesa collegiata di Borghorst e, dopo lo scioglimento della struttura religiosa, rimase in possesso della chiesa parrocchiale cattolica di San Nicomede a Steinfurt (ove ricade oggi l'antica zona di Borghorst). In questa chiesa, costruita nel XIX secolo demolendo la precedente chiesa collegiata, la croce fu esposta stabilmente in una teca a partire dal 22 marzo 2008.
Negli anni, la croce è stata esposta in numerose mostre d'arte medievale: ad esempio, nel 2005 è stata utilizzata per la mostra "KirchenSchätze. 1200 Jahr Bistum Münster" ("Tesori della Chiesa: 1200 anni della diocesi di Münster") a Münster, nel 2006 per la mostra "Canossa 1077. Erschütterung der Welt. Geschichte, Kunst und Kultur am Aufgang der Romanik" ("Canossa 1077. Lo shock del mondo. Storia, arte e cultura all'alba del romanico”) a Paderborn e nel 2011 per la mostra "Treasures of Heaven" ("Tesori del Paradiso") al British Museum di Londra. L'ultima volta è stata esposta nel 2012 per la mostra "Goldene Pracht. Mittelalterliche Schatzkunst in Westfalen" ("Splendore dorato. Tesori d'arte medievale in Westfalia") a Münster.

### Furto e recupero
Il 29 ottobre 2013, alle ore 13:24, la croce collegiale venne rubata dalla sua teca di esposizione della chiesa di San Nicomede a Borghorst. Dopo aver identificato tre sospettati il 19 novembre 2013, il 3 marzo 2015 la procura di Münster ha sporto denuncia contro tre uomini di Brema, che sono stati processati e infine condannati a lunghe pene detentive nell'ottobre 2015. Il 21 settembre 2016 è stato arrestato anche il presunto ideatore del furto. Nonostante i progressi in campo giudiziario, la croce non era stata ancora recuperata, finché il 16 febbraio 2017 è stato annunciato che era stata messa al sicuro due giorni prima. Durante il processo contro il presunto mandante nel marzo 2017, si è saputo che la Provinzial Rheinland, compagnia di assicurazione pubblica tedesca con sede a Düsseldorf, aveva pagato 100.000 € a un intermediario per il recupero della croce. Inizialmente, il pagamento non doveva essere reso pubblico per non incoraggiare altri imitatori a commettere atti simili. Alla fine del 2018 è stato concordato un progetto per esporre nuovamente la croce in condizioni di sicurezza nella chiesa di San Nicomede. Dal 22 giugno 2024, a seguito dell'attuazione del progetto, la croce è nuovamente esposta in una teca protetta su un'asta di metallo color ottone alta 156 centimetri e spessa 14 millimetri, nello spazio ecclesiastico ristrutturato della chiesa di San Nicomede.

## Descrizione e stile
La croce è costituita da un'anima in legno, ricoperta d'oro sul davanti e di una lamina di rame sul retro. Nelle traverse longitudinali si trovano tre cristalli di rocca, tra cui due fiale fatimidi del X secolo usate come reliquiari, visibili da entrambi i lati. La parte anteriore è incastonata con pietre preziose, tra cui alcune gemme antiche, fine filigrana e rilievi cesellati. I rilievi raffigurano la crocifissione di Gesù nel tronco superiore della croce, sopra l'ampolla con le reliquie principali. A destra e a sinistra, sulla traversa, si trovano i rilievi di san Pietro, san Paolo e i santi Cosma e Damiano. Sotto il reliquiario centrale sul gambo della croce c'è una mezza figura raffigurante un sovrano incoronato con le mani alzate in un gesto di supplica, con due angeli che volteggiano verso di lui dall'alto. Il sovrano è identificato come imperatore dall'iscrizione HEINRICUS IPR, che può essere risolta come Heinricus Imperator.
Il retro è progettato in modo più semplice. Vi è un'iscrizione in cui sono elencate le reliquie in contenute nella croce e si chiede ai santi riuniti come reliquie di assistere la badessa e tutti coloro che hanno fatto del bene alla croce. Sotto la fiala di cristallo contenente le reliquie principali è incisa la figura di una badessa in preghiera, benedetta dalla mano di Dio. La figura è accompagnata dall'iscrizione BERTHA ABBA, che permette di identificarla con la terza badessa del monastero di Borghorst.
Le due iscrizioni che riferiscono alla badessa Bertha e all'imperatore Heinricus permettono considerazioni storiche sulle origini della croce. Il tronco della croce era il luogo abituale per il ritratto del donatore: la raffigurazione di Enrico è collocata in una posizione simile a quella dei ritratti dei donatori della Croce di Matilde e della Croce di Ottone e Matilde nel tesoro della cattedrale di Essen, della Croce di Gisella a Ratisbona o del sigillo in pietra di Lotario sulla Croce di Lotario ad Aquisgrana. Mentre passate ricerche presumevano che l'imperatore, indicato solo come Heinricus, fosse Enrico II, un patrono dell'abbazia di Borghorst, e che la data di origine fosse quindi compresa tra il 1014 e il 1024, la data di origine è stata in seguito fissata intorno al 1050, identificando l'Heinricus donatore con Enrico III. La croce potrebbe essere stata creata come espiazione da Enrico, che nel 1048 era entrato in grave conflitto con i Billunger, fondatori dell'abbazia di Borghorst. Nel corso di questo conflitto, il conte Thietmar di Billung fu ucciso e i Billunger persero la loro influenza su Borghorst.